# Kenny van der Weg
Kenny van der Weg, né le 19 février 1991 à Rotterdam, est un footballeur néerlandais. Il évolue au poste de défenseur central au club de TOP Oss.

## Carrière
Kenny van der Weg rejoint le club de Ross County lors de l'été 2016.
Le 12 février 2018, il rejoint Hamilton Academical.

## Statistiques
| Saison                | Club                  | Championnat           | Championnat | Championnat | Coupe nationale | Coupe nationale | Coupe de la Ligue | Coupe de la Ligue | Total | Total |
| Saison                | Club                  | Division              | M.          | B.          | M.              | B.              | M.                | B.                | M.    | B.    |
| 2012-2013             | NAC Breda             | Eredivisie            | 15          | 1           | 1               | 0               | -                 | -                 | 16    | 1     |
| 2013-2014             | NAC Breda             | Eredivisie            | 22          | 1           | 2               | 0               | -                 | -                 | 24    | 1     |
| 2014-2015             | NAC Breda             | Eredivisie            | 24          | 1           | 3               | 0               | -                 | -                 | 27    | 1     |
| 2015-2016             | NAC Breda             | Eerste Divisie        | 35          | 3           | 0               | 0               | -                 | -                 | 35    | 3     |
| Sous-total            | Sous-total            | Sous-total            | 96          | 6           | 6               | 0               | -                 | -                 | 102   | 6     |
| 2016-2017             | Ross County           | Premiership           | 4           | 0           | -               | -               | 3                 | 0                 | 7     | 0     |
| Sous-total            | Sous-total            | Sous-total            | 4           | 0           | -               | -               | 3                 | 0                 | 7     | 0     |
| Total sur la carrière | Total sur la carrière | Total sur la carrière | 100         | 6           | 6               | 0               | 3                 | 0                 | 109   | 6     |

## Palmarès
Ross County
- Champion d'Écosse D2 en 2019